# Coupe du monde des nations d'athlétisme 1992
La 6e coupe du monde des nations d'athlétisme s'est déroulée du 25 au 27 septembre 1992 à l'Estadio Panamericano de La Havane à Cuba.

## Résultats
1re et dernière victoire de l'URSS dans la compétition féminine avant son éclatement. L'Allemagne unifiée n'y continue pas les succès de l'Allemagne de l'Est.
| Rang | Pays ou continent           | Points |
| ---- | --------------------------- | ------ |
| 1    | Afrique                     | 115    |
| 2    | Royaume-Uni                 | 103    |
| 3    | Europe                      | 99     |
| 4    | Amériques                   | 92     |
| 5    | États-Unis                  | 90     |
| 6    | Équipe unifiée de l’ex-URSS | 84     |
| 7    | Asie                        | 90     |
| 8    | Océanie                     | 45     |

| Rang       | Pays ou continent           | Points |
| ---------- | --------------------------- | ------ |
| 1          | Équipe unifiée de l’ex-URSS | 102    |
| 2          | Europe                      | 94     |
| 3 ex aequo | Amériques                   | 79     |
| 3 ex aequo | États-Unis                  | 79     |
| 5          | Allemagne                   | 74     |
| 6          | Afrique                     | 70     |
| 7          | Asie                        | 69     |
| 8          | Océanie                     | 40     |

### Hommes
| Event             | Or                                                                       | Or             | Argent                                                              | Argent         | Bronze                                                                | Bronze         |
| ----------------- | ------------------------------------------------------------------------ | -------------- | ------------------------------------------------------------------- | -------------- | --------------------------------------------------------------------- | -------------- |
| 100 m             | Linford Christie (GBR) Royaume-Uni                                       | 10 s 21        | Olapade Adeniken (NGA) Afrique                                      | 10 s 26        | Calvin Smith (USA) États-Unis                                         | 10 s 33        |
| 200 m             | Robson da Silva (BRA) Amériques                                          | 20 s 56        | Linford Christie (GBR) Royaume-Uni                                  | 20 s 72        | Jeff Williams (USA) États-Unis                                        | 20 s 75        |
| 400 m             | Sunday Bada (NGA) Afrique                                                | 44 s 99        | Mark Richardson (GBR) Royaume-Uni                                   | 45 s 86        | Charles Jenkins (USA) États-Unis                                      | 46 s 10        |
| 800 m             | David Sharpe (GBR) Royaume-Uni                                           | 1 min 46 s 06  | William Tanui (KEN) Afrique                                         | 1 min 46 s 14  | Andrea Benvenuti (ITA) Europe                                         | 1 min 46 s 53  |
| 1 500 m           | Mohamed Suleiman (QAT) Asie                                              | 3 min 38 s 37  | Jonah Birir (KEN) Afrique                                           | 3 min 40 s 25  | Simon Fairbrother (GBR) Royaume-Uni                                   | 3 min 40 s 30  |
| 5 000 m           | Fita Bayisa (ETH) Afrique                                                | 13 min 41 s 23 | Arturo Barrios (MEX) Amériques                                      | 13 min 25 s 39 | Jim Farmer (USA) États-Unis                                           | 14 min 02 s 90 |
| 10 000 m          | Addis Abebe (ETH) Afrique                                                | 28 min 44 s 38 | Antonio Serrano (en) (ESP) Europe                                   | 28 min 54 s 38 | Mikhail Dasko (RUS) Équipe unifiée                                    | 29 min 00 s 26 |
| 110 m haies       | Colin Jackson (GBR) Royaume-Uni                                          | 13 s 07        | Sergey Usov (UZB) Équipe unifiée                                    | 13 s 55        | Emilio Valle (CUB) Amériques                                          | 13 s 69        |
| 400 m haies       | Samuel Matete (ZAM) Afrique                                              | 48 s 88        | Jon Ridgeon (GBR) Royaume-Uni                                       | 49 s 01        | Stéphane Diagana (FRA) Europe                                         | 49 s 34        |
| 3 000 m steeple   | Philip Barkutwo (KEN) Afrique                                            | 8 min 26 s 81  | William Van Dijck (BEL) Europe                                      | 8 min 32 s 06  | Shaun Creighton (AUS) Oceania                                         | 8 min 33 s 79  |
| 4 × 100 m         | États-Unis Bryan Bridgewater Kevin Braunskill Calvin Smith Jeff Williams | 38 s 48        | Amériques Andrés Simón Joel Lamela Joel Isasi Robson da Silva       | 38 s 51        | Afrique John Myles-Mills Olapade Adeniken Oluyemi Kayode Sanusi Turay | 39 s 08        |
| 4 × 400 m         | Afrique Benyounès Lahlou Samuel Matete Simon Kemboi Sunday Bada          | 3 min 02 s 14  | Amériques Lázaro Martínez Devon Morris Troy Douglas Norberto Téllez | 3 min 02 s 95  | Royaume-Uni Du'aine Ladejo Jon Ridgeon Allyn Condon Mark Richardson   | 3 min 03 s 95  |
| Saut en hauteur   | Yuriy Sergiyenko (UKR) Équipe unifiée                                    | 2,29 m         | Javier Sotomayor (CUB) Amériques                                    | 2,26 m         | Brendan Reilly (GBR) Royaume-Uni                                      | 2,26 m         |
| Saut à la perche  | Igor Potapovich (KAZ) Équipe unifiée                                     | 5,60 m         | Philippe Collet (FRA) Europe                                        | 5,40 m         | Okkert Brits (RSA) Afrique                                            | 5,30 m         |
| Saut en longueur  | Iván Pedroso (CUB) Amériques                                             | 7,97 m         | Gordon McKee (USA) États-Unis                                       | 7,89 m         | Chen Zunrong (CHN) Asie                                               | 7,84 m         |
| Triple saut       | Jonathan Edwards (GBR) Royaume-Uni                                       | 17,34 m        | Frank Rutherford (BAH) Amériques                                    | 17,06 m        | Toussaint Rabenala (MAD) Afrique                                      | 17,03 m        |
| Lancer du poids   | Mike Stulce (USA) États-Unis                                             | 21,34 m        | Sergey Nikolayev (RUS) Équipe unifiée                               | 20,14 m        | Werner Günthör (SUI) Europe                                           | 19,75 m        |
| Lancer du disque  | Anthony Washington (USA) États-Unis                                      | 64,86 m        | Roberto Moya (CUB) Amériques                                        | 63,66 m        | Yu Wenge (CHN) Asie                                                   | 63,06 m        |
| Lancer du marteau | Tibor Gécsek (HUN) Europe                                                | 80,44 m        | Igor Nikulin (RUS) Équipe unifiée                                   | 78,28 m        | Lance Deal (USA) États-Unis                                           | 77,08 m        |
| Lancer du javelot | Jan Železný (TCH) Europe                                                 | 88,26 m        | Tom Petranoff (RSA) Afrique                                         | 79,90 m        | Vladimir Sasimovich (BLR) Équipe unifiée                              | 78,40 m        |

### Femmes
| Event             | Or                                                                      | Or             | Argent                                                                                 | Argent         | Bronze                                                                    | Bronze         |
| ----------------- | ----------------------------------------------------------------------- | -------------- | -------------------------------------------------------------------------------------- | -------------- | ------------------------------------------------------------------------- | -------------- |
| 100 m             | Natalya Voronova (RUS) Équipe unifiée                                   | 11 s 33        | Liliana Allen (CUB) Amériques                                                          | 11 s 34        | Tian Yumei (CHN) Asie                                                     | 11 s 44        |
| 200 m             | Marie-José Pérec (FRA) Europe                                           | 23 s 07        | Natalya Voronova (RUS) Équipe unifiée                                                  | 23 s 24        | Chen Zhaojing (CHN) Asie                                                  | 23 s 27        |
| 400 m             | Jearl Miles (USA) États-Unis                                            | 50 s 64        | Charmaine Crooks (CAN) Amériques                                                       | 51 s 54        | Lyudmila Dzhigalova (UKR) Équipe unifiée                                  | 52 s 47        |
| 800 m             | Maria Mutola (MOZ) Afrique                                              | 2 min 00 s 47  | Joetta Clark (USA) États-Unis                                                          | 2 min 01 s 60  | Yelena Afanasyeva (RUS) Équipe unifiée                                    | 2 min 02 s 19  |
| 1 500 m           | Yekaterina Podkopayeva (RUS) Équipe unifiée                             | 4 min 17 s 60  | Małgorzata Rydz (POL) Europe                                                           | 4 min 18 s 16  | Alisa Hill (USA) États-Unis                                               | 4 min 18 s 41  |
| 3 000 m           | Derartu Tulu (ETH) Afrique                                              | 9 min 05 s 89  | Vera Chuvashova (RUS) Équipe unifiée                                                   | 9 min 08 s 30  | Margareta Keszeg (ROU) Europe                                             | 9 min 09 s 03  |
| 10 000 m          | Derartu Tulu (ETH) Afrique                                              | 33 min 38 s 97 | Christine Toonstra (NED) Europe                                                        | 33 min 46 s 19 | Zhong Huandi (CHN) Asie                                                   | 33 min 53 s 09 |
| 100 m haies       | Aliuska López (CUB) Amériques                                           | 13 s 06        | Anne Piquereau (FRA) Europe                                                            | 13 s 13        | Gabi Roth (GER) Allemagne                                                 | 13 s 34        |
| 400 m haies       | Sandra Farmer-Patrick (USA) États-Unis                                  | 55 s 38        | Gowry Retchakan (GBR) Europe                                                           | 55 s 66        | Margarita Ponomaryova (RUS) Équipe unifiée                                | 56 s 46        |
| 4 × 100 m         | Asie Gao Han Tian Yumei Chen Zhaojing Xiao Yehua                        | 43 s 63        | Europe Valérie Jean-Charles Odiah Sidibé Odile Singa Marie-José Pérec                  | 44 s 02        | Afrique Lalao Ravaonirina Rufina Ubah Faith Idehen Christy Opara-Thompson | 44 s 21        |
| 4 × 400 m         | Amériques Rosey Edeh Charmaine Crooks Norfalia Carabalí Ximena Restrepo | 3 min 29 s 73  | Équipe unifiée Marina Shmonina Lyudmila Dzhigalova Margarita Ponomaryova Yelena Ruzina | 3 min 30 s 43  | Afrique Tina Paulino Omolade Akinremi Maria Mutola Omotayo Akinremi       | 3 min 31 s 90  |
| Saut en hauteur   | Ioamnet Quintero (CUB) Amériques                                        | 1,94 m         | Alina Astafei (ROU) Europe                                                             | 1,91 m         | Lucienne N'Da (CIV) Afrique                                               | 1,88 m         |
| Saut en longueur  | Heike Drechsler (GER) Allemagne                                         | 7,16 m         | Yelena Sinchukova (RUS) Équipe unifiée                                                 | 6,85 m         | Ljudmila Ninova (AUT) Europe                                              | 6,59 m         |
| Triple saut       | Li Huirong (CHN) Asie                                                   | 13,88 m        | Galina Chistyakova (RUS) Équipe unifiée                                                | 13,67 m        | Eloína Echevarría (CUB) Amériques                                         | 13,45 m        |
| Lancer du poids   | Belsy Laza (CUB) Amériques                                              | 19,19 m        | Marina Antonyuk (RUS) Équipe unifiée                                                   | 17,98 m        | Kathrin Neimke (GER) Allemagne                                            | 17,97 m        |
| Lancer du disque  | Maritza Martén (CUB) Amériques                                          | 69,30 m        | Ilke Wyludda (GER) Allemagne                                                           | 67,90 m        | Min Chunfeng (CHN) Asie                                                   | 63,38 m        |
| Lancer du javelot | Tessa Sanderson (GBR) Europe                                            | 61,86 m        | Irina Kostyuchenkova (UKR) Équipe unifiée                                              | 58,10 m        | Dulce García (CUB) Amériques                                              | 58,08 m        |